# Roborough (South Hams)
Roborough – wieś w Anglii, w hrabstwie Devon, w dystrykcie South Hams. Leży 8,3 km od miasta Plymouth, 51,4 km od miasta Exeter i 306,3 km od Londynu.